# Selenops tiky
Espèce
Selenops tiky est une espèce d'araignées aranéomorphes de la famille des Selenopidae.

## Distribution
Cette espèce est endémique du Venezuela.

## Publication originale
- Corronca, 1998 : The South American spiders of the genus Selenops (Araneae, Selenopidae) with a description of three new species. Studies of Neotropical Fauna and the Environment, vol. 33, no 2, p. 124-148.